# Franz Cromme

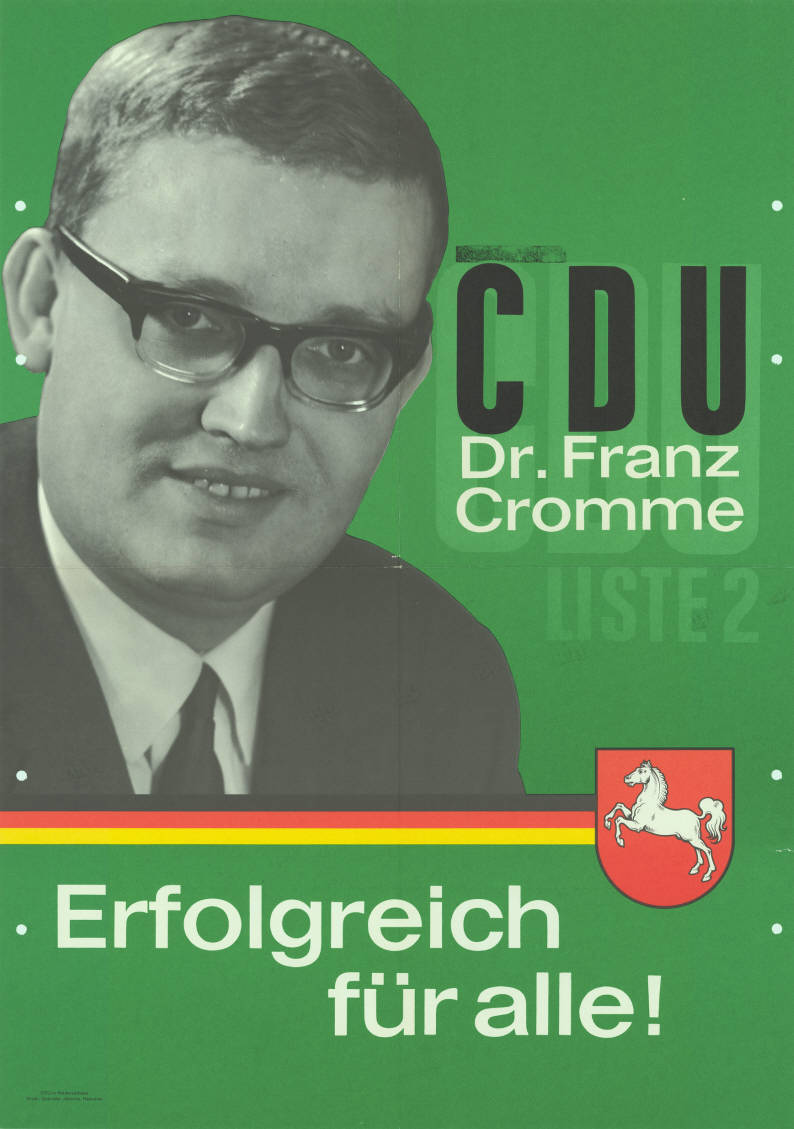
Franz Cromme auf einem Wahlplakat zur Landtagswahl 1967

Franz Cromme (* 9. Oktober 1939 in Vechta; † 12. März 2020 in Delmenhorst) war ein deutscher Jurist, Verwaltungsbeamter und Politiker (CDU).

## Leben und Beruf
Nach dem Abitur im Jahr 1959 nahm Cromme ein Studium der Rechtswissenschaften und Volkswirtschaft an den Universitäten in Freiburg im Breisgau, Berlin und Münster auf, das er mit der Prüfung als Diplom-Volkswirt beendete. In Freiburg wurde er Mitglied des K.St.V. Brisgovia im KV, 1961 trat er in Münster dem K.St.V. Markomannia im KV bei und in Berlin dem K.St.V. Tannenberg-Königsberg im KV. Im Jahr 1963 absolvierte er das Erste Juristische Staatsexamen und im Jahr 1965 das Examen zum Diplomvolkswirt. Er wurde 1966 zum Dr. jur. promoviert (Dissertationsarbeit: Die quantitative Erfassung von Monopolmissbrauch und Monopolstellung im § 22 GWB) und legte im Jahr 1968 sein Zweites Juristisches Staatsexamen ab. Im Anschluss war er als freiberuflicher Rechtsanwalt in einer Sozietät in Vechta tätig.
Seit 1971 war er zunächst Stadtdirektor, von 1977 bis 1986 dann Oberstadtdirektor der Stadt Delmenhorst. Als Staatssekretär war er zwischen 1986 und 1988 im Niedersächsischen Ministerium der Justiz tätig und wurde Im Anschluss bis 1990 Staatssekretär im Umweltministerium in Niedersachsen. Ab 1990 war er kaufmännischer Vorstand eines Energieversorgers in Frankfurt/Oder. Er war als Rechtsanwalt mit den Schwerpunkten Wirtschaftsverwaltungsrecht, Kommunalrecht und EU-Recht bei der Großkanzlei Graf von Westfalen tätig. Darüber hinaus wirkte er als Lehrbeauftragter für öffentliches Recht und Europarecht an der Europa-Universität Viadrina in Frankfurt (Oder).
Cromme starb am 12. März 2020.

## Politik
Cromme trat 1956 in die Junge Union ein und wurde im Jahr 1958 Mitglied der CDU. Er war zwischen 1959 und 1960 im Studentenrat der Universität Freiburg. Im Jahre 1966 wurde er stellvertretender Kreisvorsitzender der CDU im Landkreis Vechta, 1969 erster Kreisvorsitzender in Vechta. Im gleichen Jahr wurde er stellvertretender Vorsitzender des CDU-Landesverbandes Oldenburg.
Cromme wurde zunächst für die 6. Wahlperiode am 6. Juni 1967 in den Niedersächsischen Landtag gewählt, dem er nach einer Wiederwahl in die 7. Wahlperiode bis zum 20. April 1971 angehörte. Dort war er Mitglied des Ausschusses für Wirtschaft und Verkehr.
Vom 16. August 1986 bis zum 31. Januar 1988 amtierte er als Staatssekretär im Ministerium der Justiz, vom 1. Februar bis zum 9. November 1988 als Staatssekretär im Ministerium des Innern und vom 9. November 1988 bis zum 21. Juni 1990 als Staatssekretär im Ministerium für Umwelt in der von Ministerpräsident Ernst Albrecht geführten Regierung des Landes Niedersachsen.